# Mária Mikolajová
Mária Mikolajová (* 13. Juni 1999 in Levoča) ist eine slowakische Fußballspielerin, die seit 2015 in der slowakischen Nationalmannschaft und seit 2025 beim Hamburger SV spielt.

## Karriere

### Vereine
Mária Mikolajová spielte in der Slowakei für den ŠK Partizán Bardejov und Sparta Prag.
2019 wechselte sie nach Österreich zum SKN St. Pölten, mit dem sie in der Planet Pure Frauen Bundesliga spielt und unter anderem in der Saison 2021/22 österreichischer Meister wurde. Beim Österreichischer Frauen-Fußballcup 2021/22 führte sie die Torschützenliste ex aequo mit Bernadett Zagor und Sophie Maierhofer mit fünf Treffern an.
Für die Saison 2022/23 qualifizierte sie sich mit dem SKN St. Pölten unter Trainerin Liése Brancão für die Gruppenphase der UEFA Women’s Champions League. Im Spiel gegen Slavia Prag am 23. November 2022 erzielte sie in der Nachspielzeit den Siegestreffer, der zum ersten Sieg eines österreichischen Vereins in der Gruppenphase der Women’s Champions League führte. Im März 2023 verlängerte sie ihren Vertrag bei den SKN Frauen bis 2024. Bei der Wahl zur Spielerin der Saison 2023/24 der Bundesliga wurde sie auf Platz zwei gewählt, in der Spielzeit 2024/25 gelangte sie hinter Verena Volkmer und Sophie Hillebrand auf den dritten Platz.
Im Sommer 2025 wechselte Mikolajová in die deutsche Bundesliga zum Hamburger SV.

### Nationalmannschaft
Mikolajová absolvierte jeweils neun Einsätze mit je drei Toren in der Slowakei Einsätze in den U17- und U19-Nationalteams. 2014 nahm sie mit dem slowakischen Team an den Olympischen Jugend-Sommerspielen teil, wo sie Vierte wurden.
Mit der A-Mannschaft hatte sie ab 2015 mit Stand November 2022 sechzig Einsätze, bei denen sie neun Tore erzielte. Unter anderem war sie Torschützin beim Zypern-Cup 2020 und beim Pinatar Cup 2022.

## Erfolge
- Österreichischer Cup-Sieger 2024

## Auszeichnungen
- Slowakeis Fußballerin des Jahres (2): 2023, 2024